# 아메노우즈메

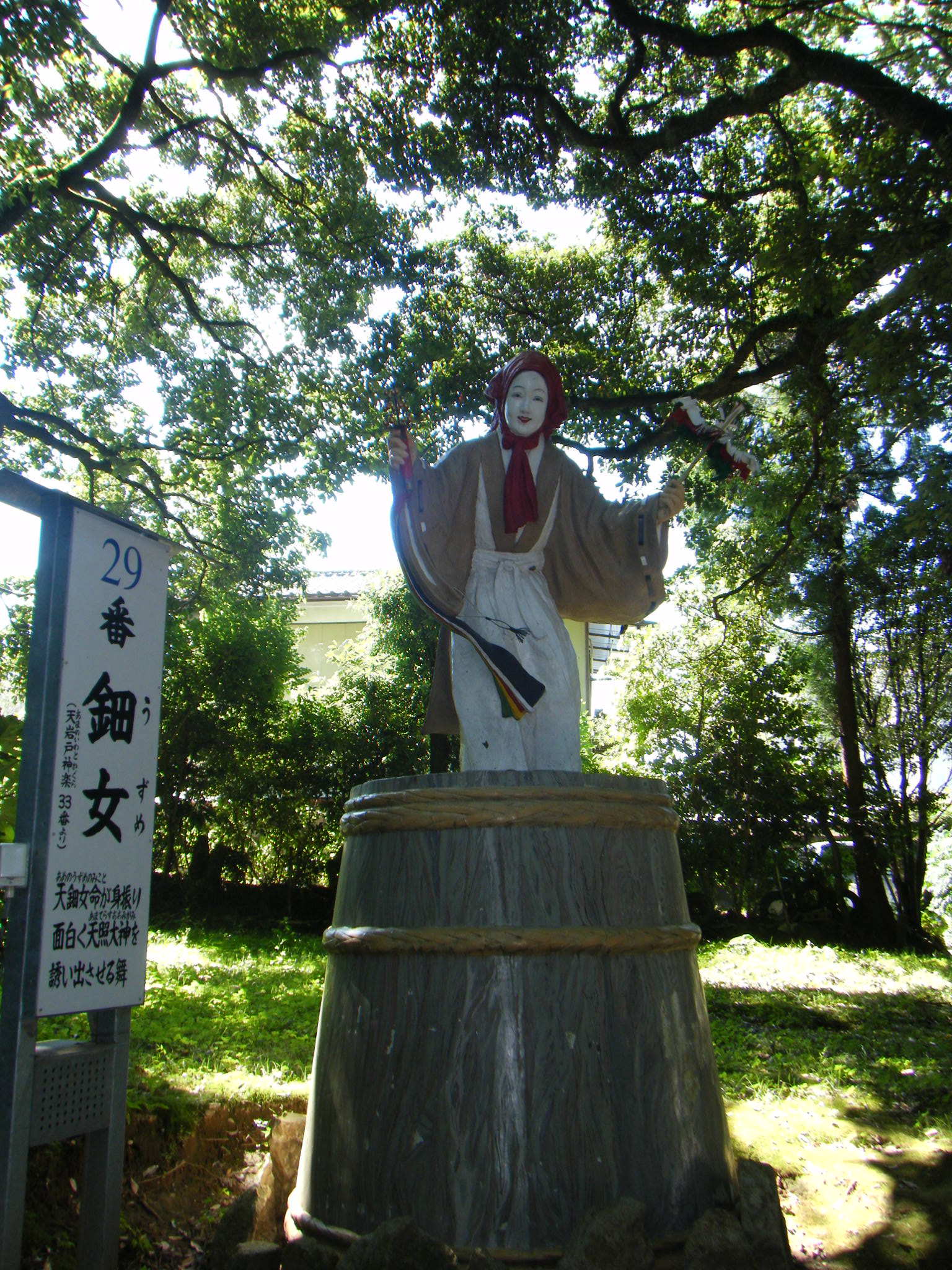

아메노우즈메노미코토(天宇受売命, 天鈿女命)는 신토의 새벽의 여신이다. 땅의 신 사루타히코 오카미의 아내이다.
태양의 여신 아마테라스 오미카미가 은둔했을 때 그녀를 끌어낸 이야기로 유명하다. 아마테라스의 남동생인 폭풍의 신 스사노오가 아마테라스의 쌀밭을 망치고 아마테라스의 시녀들 중 하나를 살해하자 아마테라스는 분노하여 아마노이와토 동굴에 들어가 버린다. 태양이 없어지자 세상은 어둠에 잠기고 말았다.
우즈메는 동굴 입구에 욕조를 갖다놓고 그 위에서 춤을 추면서 자기 옷을 찢어발겼다. 다른 신들은 이 꼴을 보고 우스워 웃었는데, 이 소리를 들은 아마테라스가 동굴 밖으로 슬쩍 고개를 내밀자 아메노타지카라오노미코토가 달려들어 아마테라스가 도로 동굴로 들어가기 전에 동굴 문을 막아 버렸고, 아메노코야네노미코토와 아메노후토다마노미코토가 아마테라스에게 자신들과 다시 함께해줄 것을 청하여 아마테라스가 이를 받아들여 세상에 빛이 돌아왔다. 이때 우즈메가 춘 춤이 신토의 무악인 가구라의 원형이라고도 한다.